# Gardner Williams
Gardner Boyd Williams (* 16. April 1877 in Jamaica Plain, Massachusetts; † 14. Dezember 1933 in San Diego, Kalifornien) war ein amerikanischer Freistilschwimmer, der an den Olympischen Sommerspielen 1896 teilnahm. Er konnte dabei keine Medaille erringen.
Williams trat im 100-Meter-Freistilschwimmen sowie im 1200-Meter-Freistilschwimmen an, landete aber nicht in den Medaillenrängen. Die genauen Zeiten und Platzierungen sind nicht bekannt. Williams stammte aus einer einflussreichen und wohlhabenden Bostoner Familie. Sein Vater war ein erfolgreicher Wollhändler. Er war als Kind oft in Europa gewesen, wo er bei den Geschäften seines Vaters zugegen war. Das erlaubte ihm später, als Olympiateilnehmer nach Athen zu fahren, da er die europäischen Gepflogenheiten gut kannte. Er war einer der wenigen Teilnehmer aus Übersee, die ihren Aufenthalt in Athen völlig selbst bezahlten.